# 共同加泰罗尼亚

共同加泰罗尼亚标志

共同加泰罗尼亚是西班牙加泰罗尼亚自治区的一个左翼政党。该党成立于2016年12月19日，是在加泰罗尼亚是的我们能和共同我们能选举联盟的基础上成立的，由共同巴塞罗那、为了加泰罗尼亚倡议绿党、联合与替代左翼和生态的成员共同组建。该党的意识形态是生态社会主义、左翼民粹主义、另类全球化。该党的发言人是泽维尔·多梅内克，全国协调员是阿达·科劳。该党是选举联盟共同汇总的成员。该党是进步国际的成员。